# Birmingham Challenger 2000
Il Birmingham Challenger 2000 è stato un torneo di tennis facente parte della categoria ATP Challenger Series nell'ambito dell'ATP Challenger Series 2000. Il torneo si è giocato a Birmingham negli Stati Uniti dall'8 al 14 maggio 2000 su campi in terra verde.

## Vincitori

### Singolare
Ronald Agénor ha battuto in finale  Paradorn Srichaphan con il punteggio di 7–5, 6–3

### Doppio
Paul Kilderry /  Peter Tramacchi hanno battuto in finale  Lee Pearson /  Grant Silcock con il punteggio di 6–4, 6–4